# Новицький Павло Сергійович
Павло́ Сергі́йович Нови́цький (8 лютого 1987, Ірпінь, УРСР) — український футболіст, захисник одеського клубу «Реал Фарма».

## Життєпис
Павло Новицький народився в Ірпені, що на Київщині. Вихованець ДЮФШ київського «Динамо». Першим тренером хлопця був Леонід Островський. На професійному рівні дебютував 18 травня 2004 року в поєдинку між «Динамо-3» та рівненським «Вересом». Протягом двох років виступав за резервні команди киян, однак до основи наблизитися так і не зміг. У 2005 році викликався до лав юнацької збірної України. Наступного року перейшов до лав столичного ЦСКА, кольори якого захищав протягом першої половини сезону. У другій половині сезону 2006/07 приєднався до луганської «Зорі», однак виступав переважно за «дубль» луганців. Єдиним поєдинком у основному складі клубу став кубковий матч 25 вересня 2007 року проти «Нафтовика-Укрнафти», який луганська команда програла з рахунком 0:2.
Навесні 2008 року Новицький дебютував у складі івано-франківського «Прикарпаття», проте вже за чотири місяці уклав угоду з кіровоградською «Зіркою», що виступала у другій лізі. Разом з новою командою Павло здобув «золото» групи «Б» та право на підвищення у класі, однак по закінченні сезону припинив співпрацю з клубом та перейшов до лав «Полтави», де провів два сезони та здобув «срібло» другої ліги.
Влітку 2011 року уклав угоду з вінницькою «Нивою», що переживала скрутні часи як у фінансовому, так і у ігровому плані. Після півроку виступів у Вінниці залишив клуб та приєднався до «Совіньйона» (Таїрове), що брав участь у аматорському чемпіонаті України. Влітку 2012 року повернувся до «Зірки», втім у першій половині чемпіонату України провів лише 2 матчі, через що вирішив припинити професійну кар'єру гравця. Більше року був поза великим футболом. За цей час опанував роботу вебдизайнера та почав заробляти нефутбольною діяльністю. Брав участь у аматорських змаганнях, зокрема захищав кольори «Таїрового», «Динамо» (Одеса) та «Спартака» з Роздільної.
У липні 2014 року Новицький піддався на майже річні вмовляння президента одеської «Реал Фарми» Миколи Лиховидова та повернувся до великого футболу. У першому ж сезоні став найбільш забивним захисником чемпіонату та записав до свого активу найкрасивіший гол другої ліги в сезоні 2014/15. Незважаючи на такі високі ігрові показники, наступний сезон Новицький провів поза футболом, а у 2016 році знову приєднався до «Реал Фарми».

## Досягнення
- Переможець групи «Б» другої ліги чемпіонату України (1): 2008/09
- Срібний призер групи «Б» другої ліги чемпіонату України (1): 2010/11